# Revelling/Reckoning
Revelling/Reckoning és l’onzè àlbum d’estudi de la cantant i compositora Ani DiFranco publicat al 2001 (excloent les col·laboracions amb Utah Phillips).
És un doble àlbum que DiFranco divideix en una part més optimista i musicalment alegre (Revelling) i una més intimista i acústica (Reckoning).
«Your Next Bold Move» va ser inclosa a l’àlbum GASCD, un recull de cançons polítiques i discursos de músics i activistes inspirat en les protestes de la Cimera de les Amèriques celebrat al 2001 a Quebec.
El disc va suposar la primera vegada que DiFranco va arribar al capdamunt d’una de les llistes de Billboard, en aquest cas la llista Independent Albums on va ser present al llarg de 16 setmanes.

## Llista de cançons
Totes les cançons foren escrites i compostes per Ani DiFranco. 
| 1.  | «Ain't That The Way»            | 5:11 |
| 2.  | «O.K.»                          | 2:51 |
| 3.  | «Garden of Simple»              | 3:54 |
| 4.  | «Tamburitza Lingua»             | 5:07 |
| 5.  | «Marrow»                        | 5:19 |
| 6.  | «Heartbreak Even»               | 3:36 |
| 7.  | «Harvest»                       | 1:04 |
| 8.  | «Kazzointoit»                   | 3:48 |
| 9.  | «Whatall Is Nice»               | 4:36 |
| 10. | «What How When Where (Why Who)» | 5:55 |
| 11. | «Fierce Flawless»               | 5:02 |
| 12. | «Rock Paper Scissors»           | 6:00 |
| 13. | «Beautiful Night»               | 6:24 |

| 1.  | «Your Next Bold Move»  | 5:46 |
| 2.  | «This Box Contains...» | 0:29 |
| 3.  | «Reckoning»            | 6:02 |
| 4.  | «So What»              | 5:03 |
| 5.  | «Prison Prism»         | 1:34 |
| 6.  | «Imagine That»         | 4:00 |
| 7.  | «Flood Waters»         | 0:47 |
| 8.  | «Grey»                 | 5:09 |
| 9.  | «Subdivision»          | 3:57 |
| 10. | «Old Old Song»         | 4:22 |
| 11. | «Sick of Me»           | 5:21 |
| 12. | «Don't Nobody Know»    | 1:17 |
| 13. | «School Night»         | 4:54 |
| 14. | «That Was My Love»     | 1:03 |
| 15. | «Revelling»            | 5:08 |
| 16. | «In Here»              | 4:15 |

## Personal
- Ani DiFranco – veu, guitarra acústica, baix, tongue drum, guitarra elèctrica, guitarra baríton, sacsejador, tamburica, tenor guitar, bateria, honky keys
- Julie Wolf – piano, acordió, orgue, pianet, piano Rhodes, clavinet, melòdica, veu de fons
- Jason Mercer – baix, baix acústic, contrabaix, mirlitó, veu de fons
- Daren Hahn – bateria, sacsejador, percussió, veu de fons
- Hans Teuber – clarinet, saxòfon, flauta, clarinet baix, veu de fons
- Shane Endsley – trompeta, sacsejador, veu de fons
- Maceo Parker – saxòfon, veu de fons
- Jon Hassell – trompeta a «Revelling»
- Lloyd Maines – pedal steel a «Sick of Me»
- Mark Hallman – veu de fons a «Sick of Me»
- Scot Fisher – veu a «Beautiful Night»

### Producció
- Producció – Ani DiFranco
- Mescla – Ani DiFranco, Andrew Gilchrist
- Enregistrament – Andrew Gilchrist
- Masterització – Greg Calbi
- Art – Brian Grunert
- Fotografia – Rhea Anna

## Llistes
| Llista (2001)      | Posició |
| ------------------ | ------- |
| Independent Albums | 1       |
| Billboard 200      | 50      |

Ambdues llistes publicades per la revista Billboard.